# Яблукове
Яблукове —  село в Україні, у Гуляйпільській міській громаді Пологівського району Запорізької області. Населення становить 48 осіб. До 2016 орган місцевого самоврядування - Рівнопільська сільська рада.

## Географія
Село Яблукове знаходиться на відстані 1 км від села Рівнопілля. По селу протікає пересихаючий струмок з загатою.

## Історія
- 1850 - дата заснування (1880 як село Зільберталь).
- 12 червня 2020 року, відповідно до розпорядження Кабінету Міністрів України № 713-р «Про визначення адміністративних центрів та затвердження територій територіальних громад Запорізької області», увійшло до складу Гуляйпільської міської громади[1].
- 19 липня 2020 року, у результаті адміністративно-територіальної реформи та ліквідації Гуляйпільського району, село увійшло до складу Пологівського району[2].

## Населення
Згідно з переписом УРСР 1989 року чисельність наявного населення села становила 60 осіб, з яких 27 чоловіків та 33 жінки.
За переписом населення України 2001 року в селі мешкало 48 осіб.

### Мова
Розподіл населення за рідною мовою за даними перепису 2001 року:
| Мова       | Відсоток |
| ---------- | -------- |
| українська | 91,67 %  |
| російська  | 8,33 %   |